# Лердова палмова веверица
Лердова палмова веверица (лат. Funambulus layardi, енгл. Layard's palm squirrel) је сисар из реда глодара (Rodentia) и породице веверица (Sciuridae).

## Распрострањење
Врста има станиште у Шри Ланци.

## Станиште
Станишта врсте су шуме и језера и језерски екосистеми.

## Угроженост
Ова врста се сматра рањивом у погледу угрожености врсте од изумирања.